# Gentianella bulgarica
Gentianella bulgarica är en gentianaväxtart. Gentianella bulgarica ingår i släktet gentianellor, och familjen gentianaväxter.

## Underarter
Arten delas in i följande underarter:
- G. b. bulgarica
- G. b. jundolensis